# فيك غريغ
فيك غريغ هو لاعب هوكي الجليد كندي، ولد في 25 مارس 1921 في تاي في كندا، وتوفي في 30 أكتوبر 1985.

## وصلات خارجية
- فيك غريغ على موقع HockeyDB.com (الإنجليزية)